# Feliz Navidad
Feliz Navidad est une chanson de Noël au style pop écrite et jouée par le guitariste et chanteur portoricain José Feliciano. Elle a été publiée la première fois en 1970 dans l'album du même titre, puis publiée à nouveau en 1989, puis à nouveau en 2011. 

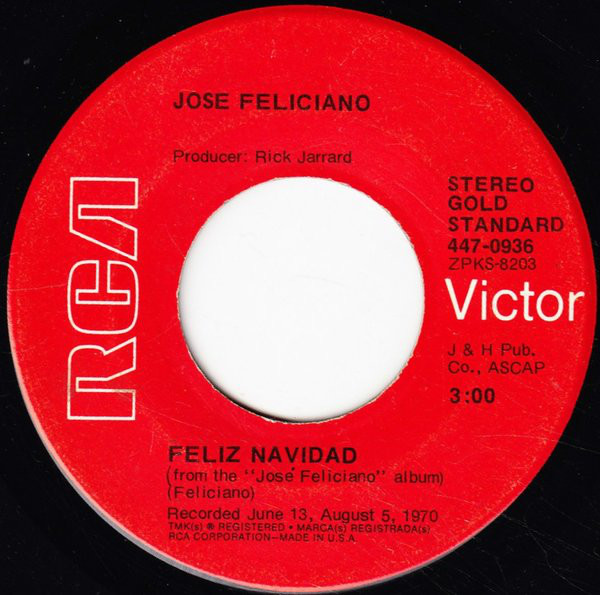
La pochette du disque de Feliz Navidad.

À cause de son refrain en espagnol simple : « Feliz Navidad, próspero año y felicidad » (qui signifie « Joyeux Noël, année prospère et joie ») et un couplet simple en anglais : « I wanna wish you a Merry Christmas from the bottom of my heart » (« Je veux te souhaiter un joyeux Noël du plus profond de mon cœur »), elle est régulièrement diffusée aux États-Unis et dans le monde hispanophone.
La version de Feliciano (dans laquelle il joue de la guitare acoustique et du cuatro) est l'une des chansons les plus téléchargées aux États-Unis et au Canada. L'ASCAP juge qu'elle fait partie des 25 chansons les plus jouées sur la planète.
En 2010, l'enregistrement original de 1970 par José Feliciano reçoit le Grammy Hall of Fame Award.